# Swat the Crook

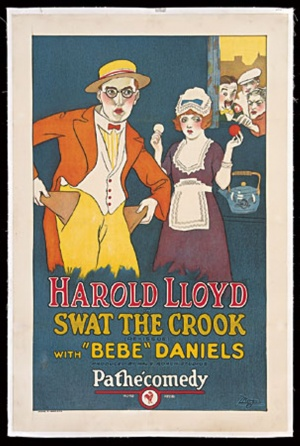
Affiche du film

Swat the Crook est un film américain produit par Hal Roach et sorti en 1919.

## Fiche technique
- Producteur : Hal Roach
- Production : Rolin Films
- Distributeur : Pathé Exchange
- Lieu de tournage : Hal Roach Studios, Culver City, Californie
- Durée : 1 bobine[1]
- Genre : Comédie
- Dates de sortie : 
  - 15 juin 1919 (États-Unis)
  - 11 janvier 1924 (France)

## Distribution

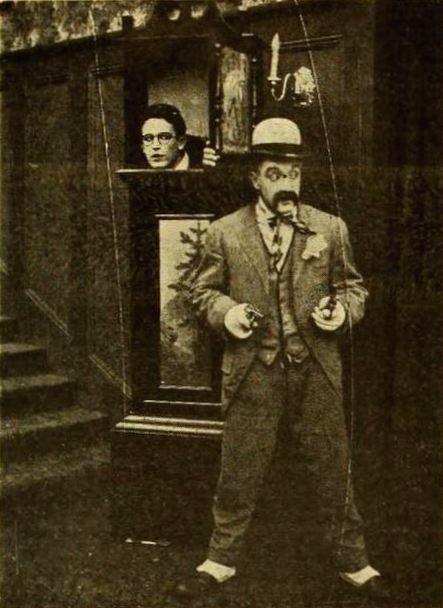
Pollard (au premier plan) et Harold Lloyd, dans une scène du film.

- Harold Lloyd : Harold
- Snub Pollard
- Bebe Daniels
- Sammy Brooks
- Billy Fay
- Lew Harvey
- Dee Lampton
- Gus Leonard
- Marie Mosquini
- Fred C. Newmeyer
- James Parrott
- Dorothea Wolbert
- Noah Young